# تادرات بني وراين (تادرت)
تادرات بني وراين هي إحدى مشيخات المملكة المغربية، تتبع جغرافيا لإقليم جرسيف وإداريًا لتادرت. يقدر عدد سكانها بـ 3848 نسمة حسب الإحصاء الرسمي للسكان والسكنى لسنة 2004.